# Истребитель коммунистов (бронепоезд)

Бронепоезд № 7 «Балтиец» с бронепаровозом бронепоезда Nr2. Учение по действиям при химической атаке. 1941, Ижорск

«Истребитель коммунистов» (латыш. "Komunistu iznīcinātājs") или Бронепоезд № 2 (латыш. "Bruņotais vilciens Nr2") — бронепоезд 1-го Валмиерского полка, сформирован в июне 1919 года в Крустпилсе на базе брошенных вагонов-морозильников. Работами руководил командир 8-й роты Валмиерского полка старший лейтенант П. Ронис, который и стал первым командиром бронепоезда.

## Состав
Бронепаровоз, — 4 двухосных броневагона (с августа 1920 ещё один броневагон с орудием во вращающейся башне).

## Вооружение
114,3-мм полевая гаубица системы «Виккерс», затем 105-мм гаубица, 9 пулемётов.

## Бои
Истребитель коммунистов принимал участие в войне с бермонтовцами осенью 1919 года, а также с Красной Армией под Ригой и в Латгалии. 16 июня 1919 года в 2-х км от станции Трепе произошел бой бронепоезда с бронепоездом Красной Армии «Истребитель Буржуазии», который, получив повреждения, отступил. В связи с этим 16 июня стало днём латвийского полка бронепоездов. 4 января 1920 года в Латгалии участвовал в бою с бронепоездом № 87 «3-й Интернационал». По окончании войны в августе 1920 года передислоцирован в Ригу, однако затем в ноябре того же 1920 года на короткое время переведён в Лиепаю для усиления гарнизона.